# Pícara Sonhadora
Pícara Sonhadora (en español, Pícara soñadora) es una telenovela brasileña producida y transmitida por SBT entre 27 de agosto y 18 de diciembre de 2001, en 95 capítulos. Escrito por Crayton Sarzy, fue dirigida por Henrique Martins, Antonino Seabra y Jacques Lagôa, Pícara Sonhadora es la versión brasileña de la versión mexicana La pícara soñadora de 1991, produzida por Valentín Pimstein que es una adaptación de la película del mismo nombre de 1956 escrita por el argentino Abel Santa Cruz.
Está protagonizada por Bianca Rinaldi, Petrônio Gontijo, Karina Bacchi, Vanessa Vholker, Serafim Gonzalez, Mariana du Bois y Luis Carlos de Moraes.
En Brasil, la telenovela debió tener el título "Pequeña Soñadora" porque "Pícara" tiene un significado de origen erótico, pero Sílvio Santos decidió que la adaptación tendría el mismo título que la original mexicana.

## Elenco
| Actor                     | Personaje                        |
| ------------------------- | -------------------------------- |
| Bianca Rinaldi            | Ludmila "Milla" Lopes Rockfield  |
| Petrônio Gontijo          | Alfredo Rockfield / Carlos Diniz |
| Maria Estela              | Marcelina Rockfield              |
| Rodolfo de Freitas        | Frederico Rockfield              |
| Karina Bacchi             | Mônica Rockfield                 |
| Martha Mellinger          | Grace Rockfield                  |
| Serafim Gonzalez          | Camilo                           |
| Marcela Muniz             | Rosa Fernandes                   |
| Victor Wagner             | José                             |
| Giovanni Delgado          | Julinho                          |
| Milton Levy               | Detetive Telles                  |
| Paulo Vasconcellos        | Detetive 001                     |
| Mauro Gorini              | Detetive 002                     |
| Vanessa Vholker           | Giovanna Luchini                 |
| Vicentini Gómez           | Domingos                         |
| Chica Lopes               | Luzia                            |
| Gigi Monteiro             | Erica                            |
| Mariana Dubois            | Carla                            |
| Anastácia Custódio        | Olívia                           |
| Naura Schneider           | Dora                             |
| Vitor Mihailoff           | Biro                             |
| Lulu Pavarin              | ?                                |
| Tony Borges               | Carlos Diniz                     |
| Danielle Tinti            | Cidinha                          |
| Gabrielle Lopez           | Ângela                           |
| Giselle Itié              | Bárbara                          |
| Bárbara Koboldt           | Andréia                          |
| Marcus Vinícius Parizatto | Sebastião                        |
| Lena Roque                | Tonha                            |
| Danielle Petrus           | Gina                             |
| Luciana Vaz               | Miriam                           |
| Danielle Calmon           | Melissa                          |
| Ana Paula de Nitto        | Flora                            |
| Paulo Greca               | Fausto                           |
| Ítala Morahddei           | Aparecida                        |
| Kendi                     | ?                                |
| Elder Fraga               | ?                                |
| Mariana Molina            | Creuza Maria                     |
| Felipe Martins            | Antônio Celso                    |
| Urias Garcia              | ?                                |
| Norma Blum                | Leonor Luchini                   |
| Luciene Adami             | Lúcia                            |
| Luís Carlos de Moraes     | Molina                           |
| Carlo Briani              | Gregório Rockfield               |
| Josmar Martins            | Salvatore Luchini                |
| Rubens Caribé             | Oswaldo                          |
| Carmo Dalla Vecchia       | Inácio                           |